# Rogerio Nogueira
Rogerio Lintz Leite Medeiros Nogueira (ur. 30 czerwca 1988 w Andrelândii) – brazylijski siatkarz, grający na pozycji przyjmującego. W sezonie 2012/13 grał w PlusLidze, w drużynie ZAKSA Kędzierzyn-Koźle do której przeszedł awaryjnie w trakcie sezonu z powodu braku otrzymania wizy przez Elvisa Contrerasa. W sezonie 2014/2015 reprezentował barwy brazylijskiego klubu São José Vôlei. Od sezonu 2015/2016 zawodnik brazylijskiego klubu Canoas Vôlei.

## Kariera
- 2007–2008: Bento Vôlei
- 2008–2009: Álvares/Vitória
- 2009–2011: Vôlei Futuro
- 2011–2012: São Bernardo Vôlei
- 2012–2013: ZAKSA Kędzierzyn-Koźle
- 2013–2014: Brasil Kirin Vôlei
- 2014–2015: São José Vôlei
- 2015–    : Canaos Vôlei

## Sukcesy

### Sukcesy klubowe
- 2013:  Puchar Polski 2013
- 2013:  Srebrny medalista Mistrzostw Polski
- 2013: 4. miejsce w Lidze Mistrzów 2012/13